# Теория охотника и фермера
Теория охотника и фермера — гипотеза, предложенная Томом Хартманом в 1993 году для объяснения причин синдрома дефицита внимания и гиперактивности, интерпретируя их как результат адаптивного поведения в процессе эволюции.

## Гипотеза
Хартман отмечает, что большинство или всё человечество были кочевыми охотниками и собирателями в течение тысячелетий. Затем этот стандарт постепенно изменился с развитием земледелия в большинстве первобытных обществ и большинство людей на земле стали земледельцами. В течение многих лет большинство людей приспособились к выращиванию сельскохозяйственных культур, но люди с синдромом дефицита внимания и гиперактивности (СДВГ) сохранили в себе некоторые черты, которые были присущи охотникам. Ключевым компонентом теории является предложение рассматривать сопутствующий СДВГ аспект «гиперфокусировки» («hyperfocus») как дар или преимущество. Теория также объясняет фактор затруднения концентрации внимания и невнимательности у лиц с СДВГ, а также ряд других характеристик, таких как пренебрежение социальными нормами, слабые организаторские способности и способность планирования, нарушения ощущения времени, импульсивность и нетерпеливость.
Отмечается, что в культурах, которые существовали за счет охоты и собирательства и предшествовали земледельческим культурам, охотнику (чаще всего мужчине) «гиперфокусировка» нужна была гораздо больше, чем земледельцу (чаще всего женщине). Хартман утверждает, что данная половая дифференциация подтверждается тем фактом, что СДВГ встречается у мальчиков более чем в два раза чаще, чем у девочек.